# Guido I de la Roche
Guido I de la Roche dal francese Guy (1205 – 1263) è stato un nobile francese, Duca di Atene.

## Biografia
Dal XVIII secolo, gli storici ipotizzarono che Guy fosse stato un nipote del primo duca di Atene, Othon de la Roche, ma un documento del 1251, pubblicata da J. Longnon nel 1973, stabilisce che è figlio di Othon. Non si hanno notizie certe del suo inizio di governo al ducato: Othon è stato menzionato per l'ultima volta nel 1225, ed era certamente morto nel 1234. Ancora una volta, studiosi precedenti, seguendo J.A. Buchon e Karl Hopf, supponendo che Othon fosse tornato nella sua terra natale in Borgogna dopo il 1225, dopo di che Guy lo ha ereditato in Grecia; come ha sottolineato J. Longnon, tuttavia, sebbene possibile, non ci sono prove al riguardo. Inoltre, il documento indica che inizialmente Guy aveva ereditato il ducato e alcune terre in Francia, ma non l'altro possedimento greco di Othon, la signoria di Argo e Nauplia nel Principato d'Acaia, che passò al fratello di Guy, Othon, signore di Ray, che mantenne fino al 1251, quando Guy lo acquistò da lui per 15.000 iperpira e in cambio delle sue terre e delle sue rivendicazioni in Francia.
Anche Guy possedeva l'intera Tebe, per cui insieme ad Argo dovette rendere omaggio al principe di Acaia. Atene stessa era indipendente da qualsiasi altro sovrano di quella dell'Imperatore latino dopo la caduta del regno di Salonicco nel 1224. Il ducato stava prosperando a quel tempo, tuttavia, a causa della sua industria della seta (centrata a Tebe) e del suo commercio con Venezia e Genova . Nel 1240, Guy cedette metà della signoria di Tebe a Bela di Saint Omer, marito di sua sorella Bonne.
Quando Guglielmo II di Villehardouin contestò la sovranità sull'isola di Eubea con i veneziani e i triarchi locali, Guy sostenne quest'ultimo. Nella primavera del 1258, Guglielmo marciò su Tebe e sconfisse Guy in una battaglia combattuta ai piedi del Monte Karydi. Successivamente fu assediato a Tebe e costretto ad arrendersi. Fece omaggio a Nikli, ma i baroni del regno, non essendo suoi pari, lo mandarono per un giudizio in Francia. Se ne andò nella primavera del 1259. La corte di Francia lo trovò non soggetto a omagio di liegio e quindi incapace di essere privato del suo feudo. Il suo viaggio doveva essere la sua punizione. La Cronaca di Morea afferma che Atene, che era tecnicamente solo una signoria, fu ufficialmente elevata allo stato di ducato solo dopo che Guy incontrò Luigi IX di Francia nel 1260. In primavera, Guy partì per tornare in Grecia, ricevere notizie sul modo in cui Guglielmo II era stato sconfitto da Michele VIII Paleologo nella Battaglia di Pelagonia e fatto prigioniero. Poco dopo il suo arrivo, le notizie lo raggiunsero della caduta di Costantinopoli verso i Bizantini.
Guy servì anche come amministratore di Acaia mentre Guglielmo II fu tenuto prigioniero da Michele VIII.
Guy sopravvisse a queste gravi rotture negli stati franchi in Grecia fino alla sua morte nel 1263 e gli succedette suo figlio Giovanni I.